# Robert François Dominique Moulé de la Raitrie
Pour l’article ayant un titre homophone, voir Moullé.
Robert François Dominique Moulé de la Raitrie, né le 23 juin 1757 à Douvres-la-Délivrande (Calvados), mort le 28 avril 1823 à Lorient (Morbihan), est un colonel français de la Révolution et de l’Empire.

## États de service
Il entre en service le 10 décembre 1775, comme soldat au régiment de Bourbon dragons, et il fait la campagne de 1778, au camp de Vaussieux, avant d’obtenir son congé en février 1779.
Il reprend du service le 6 novembre 1789, comme lieutenant au 1er bataillon de la Garde nationale parisienne soldée, incorporé le 3 août 1791, dans le 1er bataillon du 103e régiment d’infanterie de ligne. Il fait avec cette unité les campagnes de 1792 et 1793, au siège de Thionville et à l’armée de la Moselle. 
Il reçoit son brevet de capitaine le 7 février 1793, et le 12 novembre suivant, il est employé comme adjoint à l'adjudant-général Daclon. Il fait les campagnes de l’an III à l’an VIII, aux armées de la Moselle, de Sambre-et-Meuse, d’Angleterre, de Mayence, de Rome, de Naples et d’Italie. Le 16 août 1795, il passe aide de camp du général Championnet, qu’il suit dans ses différentes affectations, et le 9 avril 1797, il est nommé chef de bataillon tout en conservant ses fonctions d’aide de camp.
Le 15 décembre 1798, il est promu chef de brigade sur le champ de bataille, et il est placé à la suite du 19e régiment de dragons le 8 janvier 1799. Le 10 janvier suivant, il reçoit une arme d’honneur en récompense de sa belle conduite pendant les campagnes précédentes. 
Le 14 juin 1800, il est nommé adjoint à l’état-major général de l’armée de l’Ouest, et commandant de l’arrondissement de Vannes. C’est dans l’exercice de ses fonctions, qu’il a l’occasion de montrer toute la fermeté de son caractère, et l’ascendance que lui donne sur le soldat, sa brillante réputation militaire. Il le prouve le 15 septembre 1800, lorsque la 52e demi-brigade d’infanterie, qui se trouve à Vannes, est en pleine insurrection et refuse d’obéir aux ordres qui lui ont été donnés. Aussitôt, il se rend au milieu des mutins, et sans se laisser intimider par les vociférations des révoltés, il leur impose par le calme et l’énergie de sa contenance, les contraint à rentrer dans l’ordre, et fait partir la demi-brigade pour l’armée d’Italie sans que personne n'ose proférer la moindre parole. 
Le 27 mai 1801, il quitte l’état-major de l’armée de l’Ouest, et il est nommé commandant d’armes de 3e classe à Lorient. Il est fait chevalier de la Légion d’honneur le 26 novembre 1803.
Il passe le 14 mai 1810, au commandement de la place de Bois-le-Duc, qu’il occupe jusqu’au 26 janvier 1814, date de la capitulation de cette place, et où il est fait prisonnier avec toute la garnison.
De retour en France, il est de nouveau nommé commandant d’armes à Lorient le 26 janvier 1814, et il occupe son poste jusqu’au 9 janvier 1816, date de sa mise à la retraite.
Il meurt le 28 avril 1823, à Lorient.

## Sources
- A. Lievyns, Jean Maurice Verdot, Pierre Bégat, Fastes de la Légion-d'honneur, biographie de tous les décorés accompagnée de l'histoire législative et réglementaire de l'ordre, Tome 3, Bureau de l’administration, 1844, 529 p. (lire en ligne), p. 17.
- « Cote LH/1949/69 », base Léonore, ministère français de la Culture
- Robert François Dominique Moulé de la Raitrie  sur roglo.eu
- Théodore Lebreton, Biographie normande: recueil de notices biographiques et ..., Volume 3, Nantes, Le Brument éditeur, 1861, p. 122.
- Léon Hennet, Etat militaire de France pour l’année 1793, Siège de la société, Paris, 1903, p. 168.